# Ликиеп
Ликиеп (марш. Likiep [lʲi͡ɯɡɯ͡iɛpʲ], англ. Likiep) — атолл в Тихом океане в цепи Ратак (Маршалловы Острова). Состоит из 65 островков. Площадь сухопутной части 10,26 км², вместе с лагуной 177,3 км². Население 401 человек (2011). На самом большом острове Ликиеп, по имени которого назван весь атолл, действует аэропорт.

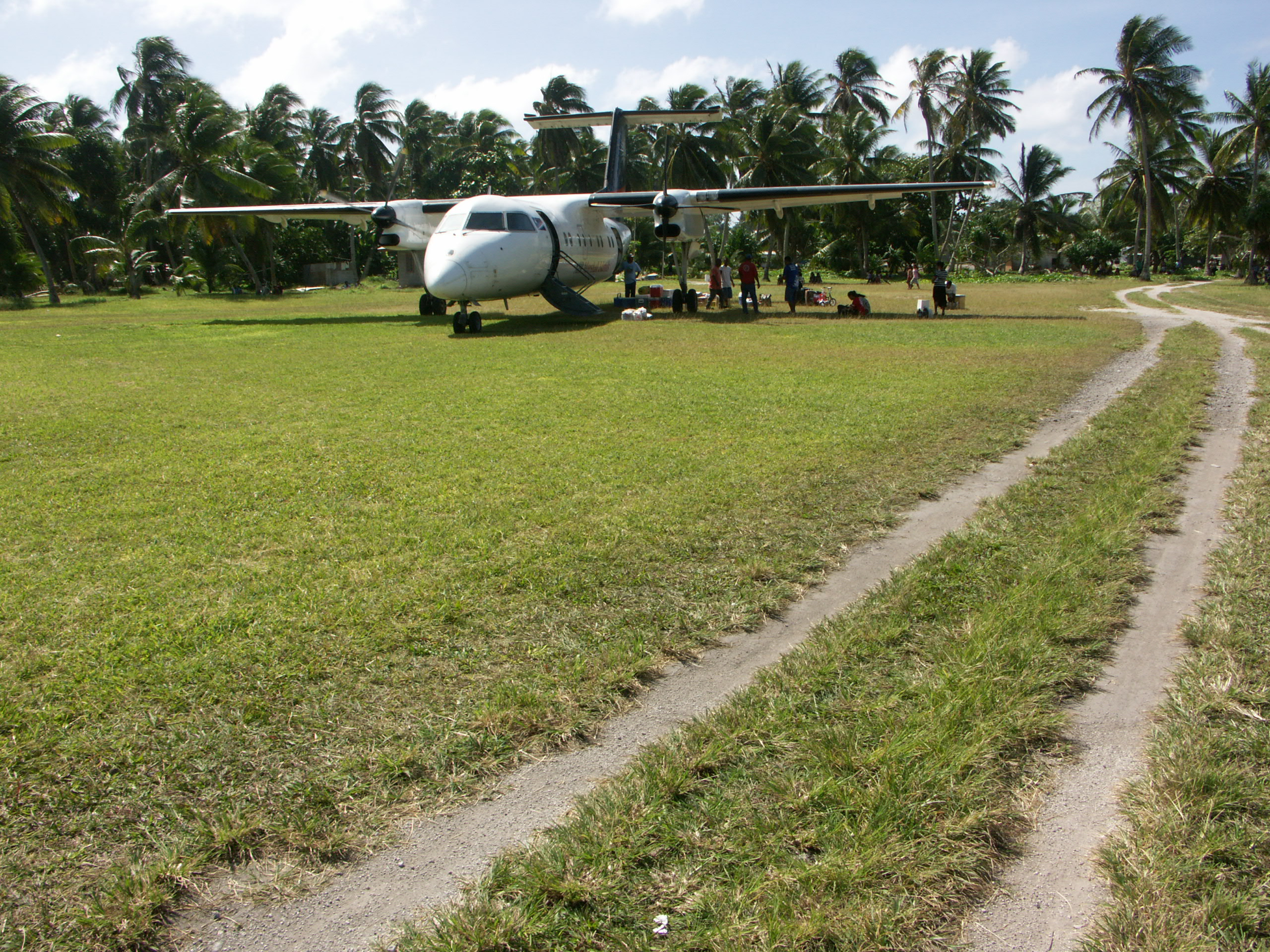
Самолет авиакомпании Air Marshall Islands на аэродроме Ликиепа в 2009 году

## История
Атолл был открыт в 1817 году русским путешественником Отто Евстафьевичем Коцебу в ходе кругосветного плавания на бриге «Рюрик». От жителей соседних островов Коцебу узнал, что рядом находится еще один неизвестный европейцам атолл, который местные жители называли Лигиеп. Острова атолла были замечены с салинга 5 ноября, в тот же день от самого крупного острова к бригу подошла большая парусная лодка с десятью островитянами, которые поднялись на борт. Коцебу описывает их как рослых, сильных и складных людей. Нанеся на карту острова атолла и определив их координаты, Коцебу, из-за нехватки времени, решил не высаживаться на берег и продолжил плавание. Новый атолл он назвал "атолл Графа Гейдена", в честь русского контр-адмирала голландского происхождения графа Логина Петровича Гейдена.